# Aleksandr Gołowin (zapaśnik)
Aleksandr Siergiejewicz Gołowin (ros. Александр Сергеевич Головин; 18 września 1995) – rosyjski zapaśnik walczący w stylu klasycznym. Brązowy medalista mistrzostw Europy w 2020, a także igrzysk europejskich w 2019. Drugi w Pucharze Świata w 2016. 
Mistrz świata U-23 w 2017 i 2018 i Europy w 2018. Mistrz Rosji w 2020 i drugi w 2017, 2019, 2021, 2022, 2023 i 2024 roku.